# Leonoor Voskamp
Leonoor Voskamp (20 augustus 1983) is een Nederlands hockeyster, die 36 interlands (nul doelpunten) heeft gespeeld voor de nationale vrouwenploeg. Haar debuut voor Oranje maakte de verdedigster op 20 juni 2003 in het duel Nederland – Zuid-Afrika (0-3) bij het zeslandentoernooi in Busan, Zuid-Korea.
Voskamp speelt sinds het seizoen 2001-2002 in de hoofdmacht van HC Klein Zwitserland uit Den Haag. Ze maakte deel uit van de Nederlands ploeg, die in het najaar van 2004 het toernooi om de Champions Trophy in Argentinië won, en op 20 augustus 2005 de titel prolongeerde bij het Europees kampioenschap in Dublin, ten koste van Duitsland.